# Sov alla
Sov alla är en barnsång från barnfilmen Pippi Långstrump på de sju haven från 1970, med musik av Georg Riedel och text skriven av Astrid Lindgren.
En inspelning gjordes även med Siw Malmkvist, och gavs ut på skiva 1980.